# Heinrich Cotta
Johann Heinrich Cotta (Klein-Zillbach, Wasungen közelében, 1763. október 30. – Tharandt, 1844. október 25.) német erdész, tanár és erdészeti szakíró, Bernhard von Cotta apja.

## Életrajza
Apja oldalán szerzett erdészeti gyakorlat után a jénai egyetemen tanult. 1789-ben állami szolgálatba lépett és 1795-ben apja helyét foglalta el mint erdész, mely állásában megengedték neki, hogy magán erdészeti intézetet létesítsen, mely célra a zillbachi kastélyt és parkot rendelkezésére bocsátották. 1810-ben mint az erdőmérnöki hivatal főnöke Tharandtba (Szászország) költözött, ahova 1811-ben erdészeti tanintézetét is áthelyezte, mely 1816-ban állami erdészeti akadémiává fejlődött. 1829-ben gazdasági tanfolyamot is csatoltak hozzá, melyet azonban később ismét megszüntettek. A híressé vált akadémia első igazgatója Cotta lett, mely állásában haláláig megmaradt. Tharandtban szobrot emeltek neki. Fiai, August és Wilhelm szintén jeles erdészek lettek és apjuk műveit annak halála után javítva kiadták.

## Nevezetesebb művei
- Syst. Anleitung zur Taxation der Waldungen (Berlin, 1804)
- Anweisung zum Waldbau (Drezda 1817, 8. kiadás 1856)
- Anweisung zur Waldwerthberechnung (Drezda, 1817, 4. kiadás 1849)
- Die Verbindung des Feldbaues mit dem Waldbau (Drezda, 1813-22, 4 füzet)
- Anweisung zur Forsteinrichtung und Abschätzung (Drezda, 1820)
- Grundriss der Forstwissenschaft (Drezda, 1832, 6. kiad. 1871)